# 恒基中國集團
恒基中國集團有限公司（除牌當時為0246.HK），前香港上市公司，創辦於1996年，主要業務為於中國從事物業投資及發展、項目管理、物業管理、財務及投資控股。恆基兆業地產有限公司是當時最大股東之一。
當時是1996年3月28日分拆在香港交易所主板上市。
當時中國房地產外資公司之一，但由於受到股價持續低迷，恆基兆業地產終於把本公司私有化通過後，正式於2005年8月15日在香港股市劃上句號。
本公司前資產是北京恆基中心、上海不夜城廣場、上海恆昌花園、深圳恆福花園、北京環球金融中心、上海金柏苑及園東花園。
杭州市余杭區崇賢新城5號地皮51%權益

## 外部連結
- 恒基地產：用地產來淘金
- 恒基中國探索融合新模式 （页面存档备份，存于）
- 品質超越時間 （页面存档备份，存于）
- 香港貿發局資訊 （页面存档备份，存于）
- 恒基中國及旗下標杆項目引領公益藝術新風尚 （页面存档备份，存于）